# Bensoniella
Bensoniella é um género botânico pertencente à família Saxifragaceae.